# 銘安
銘安（1828年—1911年），字鼎臣，諡文肅，葉赫那拉氏，内务府满洲镶黄旗人，清朝政治人物、進士出身。

## 生平
咸豐六年（1856年）丙辰科進士，改翰林院庶吉士，后任翰林院編修。同治年間，任詹事府少詹事。同治五年，升任詹事、內閣學士。同治六年，任粵鄉試正考官。同治八年，署泰陵鎮總兵，次年任江南鄉試正考官。同治九年，署倉場侍郎。同治十年，任盛京刑部侍郎。光緒元年（1875年），任頒詔朝鮮正使。光緒三年，署吉林將軍。光緒五年，任吉林將軍。光緒二十三年，加太子太保。
著有《止足斋诗存》。

## 家庭
- 妻佟佳氏（父正藍旗滿洲、廣東高廉鎮總兵、盛京昭陵總管科布托善）、棟鄂氏 。
- 子陸軍部右侍郎那晉，孫紹蔭。
- 胞侄清末军机大臣那桐。